# L'Araigne
L'Araigne est un roman d'Henri Troyat publié en 1938. Il reçoit le prix Goncourt la même année.

## Historique
Le roman est écrit par Henri Troyat alors que ce dernier est rédacteur à la préfecture de la Seine. Il reçoit le prix Goncourt le 7 décembre 1938 au cinquième tour de scrutin par cinq voix contre cinq à Brune de François de Roux grâce à la double voix du président du jury, J.-H. Rosny aîné.

## Résumé
Intellectuel souffreteux et tyrannique, Gérard Fonsèque vit avec sa mère et ses trois sœurs Élisabeth, Luce et Marie-Claude. Dédaigneux de tout ce qui touche à l'amour, aux préoccupations quotidiennes de la vie ou aux relations charnelles, celui qui ne supporte le contact d'aucune femme se repaît de l'attention et de l'admiration que ses sœurs déversent sur lui et, par le biais de leur dévotion, se sent « homme ».
Mais lorsque ses sœurs arrivent à l'âge adulte, s'émancipent et commencent à lui échapper pour mener leurs vies de femmes, Gérard, qui ne peut vivre sa vie d'homme qu'à travers ses sœurs, se rend compte qu'il perd de son emprise et qu'il se retrouve remplacé à grande vitesse par des hommes qu'il considère tous plus vicieux, inférieurs et stupides les uns que les autres. Seules ses sœurs sont considérées pures et différentes des autres femmes, qu'il voit comme animales et souillées par leurs préoccupations bassement terrestres : vie maritale, maternité, etc. La brutale découverte que ses sœurs sont des femmes au sens complet du terme et qu'elles lui préfèrent ces hommes imparfaits, qui plus est accentuée par l'éloignement soudain de son seul et fidèle ami Lequesne, le détruit à petit feu et le retranche dans une folie qui ne cesse de croître.
Chaque fois qu'il « perd » une sœur, c'est une partie de lui-même qu'on lui arrache. Malade et inadapté, Gérard se rebelle pour survivre et, par le biais de manigances, de mensonges et de manipulations, tente en vain de détruire toutes les relations que ses sœurs nouent. Pour les garder, il est prêt à tout, même au plus pathétique des pseudo-sacrifices, qu'il poussera jusqu'à l'extrême…

## Éditions
- L'Araigne, Paris, Éditions Plon, 1938.